# هوزن
هوزن هي بلدة تقع شمال إثيوبيا تتبع إقليم تيغراي. خلال الحرب الأهلية الإثيوبية تعرضت البلدة لقصف عنيف من قبل قوة الدفاع الوطنية الإثيوبية وفي 22 يونيو 1988 وقعت مذبحة هوزن راح ضحيتها 2500 مدني.